# Presunto homicida (película de 2000)

## Sinopsis
Callum Crane (Bill Pullman) es un reconocido abogado a punto de convertirse en juez cuando, debido a deseos carnales motivados por el alcohol, hace algo que tendrá consecuencias devastadoras: ataca sexualmente a su preciosa y flamante ayudante Sophie (Gabrielle Anwar). Ella le amenaza con contarlo todo, y destruir así su carrera y la frágil relación que tiene con su esposa Natalie. Mientras tanto, Nathan, un joven delincuente de poca monta, descubre que Crane es su verdadero padre y decide buscarle. Por un extraño giro del destino, Nathan se hace amigo de la compañera de piso de Sophie, Tanya, cuando se la encuentra cerca del despacho de Crane.

## Reparto
| Actor o actriz      | Personaje        |
| ------------------- | ---------------- |
| Bill Pullman        | Callum Crane     |
| Devon Sawa          | Nathan Corrigan  |
| Gabrielle Anwar     | Sophie Lennon    |
| Angela Featherstone | Tanya Duncan     |
| Joanne Whalley      | Natalie Crane    |
| Darcy Belsher       | Dennis           |
| Jaimz Woolvett      | Leo              |
| Ken Tremblett       | Brent Frazer     |
| Gillian Barber      | Maddy Corrigan   |
| Duncan Fraser       | Martin Corrigan  |
| Bruce Harwood       | Miles            |
| Hiro Kanagawa       | Police Detective |
| Gary Chalk          | Police Chief     |
| Peter Kent          | Benny            |

- Datos: Q1465295